# Cainismo

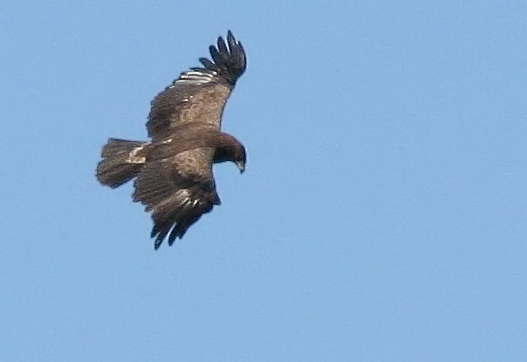
Imagen de un ave que representa el concepto

El cainismo es un tipo de conducta agresiva observada en animales, principalmente aves rapaces o en primates, por la cual los hermanos mayores o los hermanos menores compiten por distintas causas, en el caso de animales, siempre recursos o simple dominancia, llegando a causar la muerte del hermano. 
En los animales matar a un hermano puede ser ventajoso para un individuo, porque monopoliza más recursos al haber eliminado a un competidor directo. Sin embargo, es necesaria una gran cantidad de energía para perpetrarlo y no siempre es de provecho. El grupo en el que este comportamiento es más frecuente es en el de las aves (aproximadamente el 88% de los casos registrados), pero también se observa en otros muchos taxones (insectos, anfibios e incluso algún mamífero). 
A partir de entonces pasa a acaparar la comida y atención de sus padres.  
Hay dos tipos de cainismo: obligado y facultativo. El cainismo obligado ocurre siempre en la especie animal que lo practica, al margen de condiciones ambientales; mientras que el cainismo facultativo puede darse o no, ocurriendo generalmente cuando los recursos son escasos, es el más común de los dos.

## Ejemplos
En algunas especies, como el águila real (Aquila chrisaetos), los progenitores no se inmutan cuando presencian esta actividad, mientras que en otros animales las conductas cainitas se producen cuando los padres se han ausentado del nido. El nombre hace referencia a Caín, personaje bíblico que mató a su hermano Abel por celos. 
Entre los cucos se produce una conducta similar, aunque en estos casos el pollo asesino no es el mayor (aunque sí el más grande) ni los que mata son hermanos biológicos, sino adoptivos. Los cucos hembra no construyen nidos, sino que ponen un huevo en cada nido de otras aves que encuentran. La cría de cuco sale del huevo enseguida, cuando apenas tiene fuerza y movilidad suficiente como para arrojar el resto de huevos fuera del nido. Posteriormente, los padres y constructores del nido crían sin saberlo al usurpador y asesino de sus auténticos hijos.

## Canibalismo intrauterino
Otra conducta parecida es el canibalismo intrauterino practicado por algunos tiburones ovovivíparos, en los que las crías más fuertes devoran los huevos aún sin eclosionar y a sus hermanos más débiles antes de abandonar el cuerpo de su madre.
- Datos: Q838633